# Sabotagem

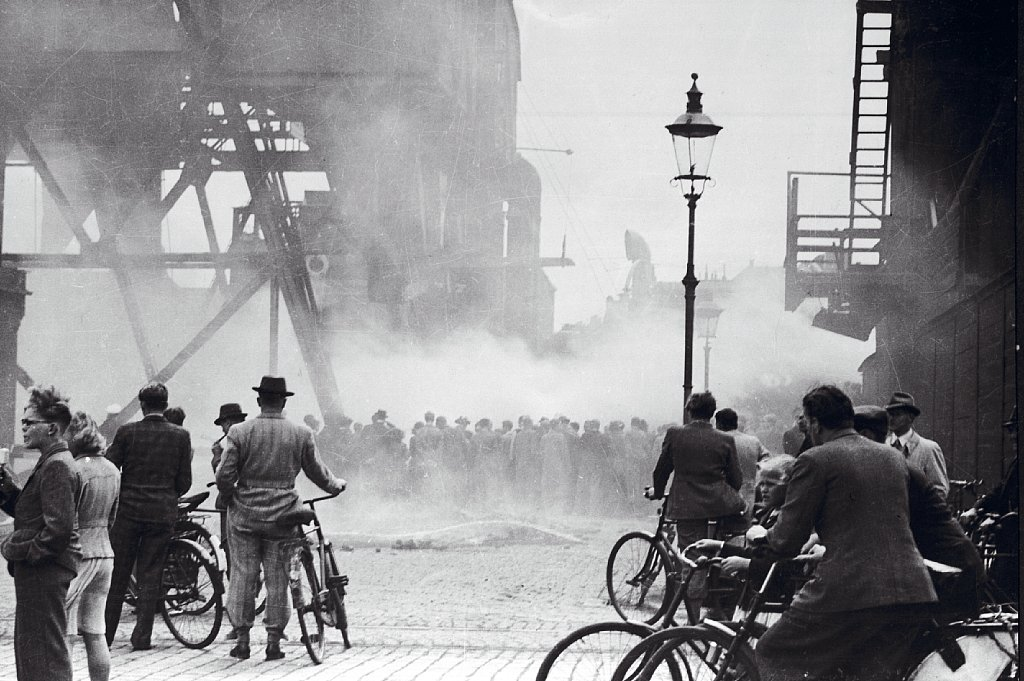
Ponte basculante Langebro em Copenhague, explodida por ferroviários dinamarqueses em 23 de março de 1945 durante a ocupação nazista.

Sabotagem é uma ação deliberada que visa enfraquecer um governo, esforço ou organização através de subversão, obstrução, ruptura ou destruição. Aquele que se envolve em sabotagem é um sabotador. Sabotadores tipicamente tentam esconder suas identidades por causa das consequências de suas ações.
Qualquer condição adversa inexplicada pode ser sabotagem. Às vezes, a sabotagem é chamada de adulteração, intromissão, manipulação, brincadeiras maliciosas, hackers maliciosos, uma piada ou algo parecido para evitar a necessidade de invocar requisitos legais e organizacionais para lidar com a sabotagem.

## Etimologia
Às vezes é dito que alguns trabalhadores (dos Países Baixos para alguns, canuts de Lyon para outros, ludistas na Inglaterra, etc.) costumavam jogar seus sapatos de madeira, chamados de "sabots" nas máquinas para quebrá-las, mas isso não é suportado pela etimologia. Em vez disso, a palavra da fonte francesa significa literalmente "andar ruidosamente", e usar sapatos de madeira é um exemplo de andar ruidosamente. Originalmente, isso era usado metaforicamente para se referir a disputas trabalhistas, e não a danos.
Uma de suas primeiras aparições na literatura francesa está no Dictionnaire du Bas-Langage ou manières de parler usitées parmi le peuple de D'Hautel, editado em 1808.
O verbo "saboter" também é encontrado em 1873-1874 no "Dictionnaire de la langue française" de Émile Littré. Mas é no final do século XIX que ele realmente começou a ser usado com o significado de "deliberadamente e maliciosamente destruir propriedades" ou "trabalhando mais devagar". Em 1897, Emile Pouget, um famoso sindicalista e anarquista escreveu action de saboter un travail (ação de sabotar um trabalho) em "Le Père Peinard"  e em 1911 ele também escreveu um livro intitulado Le Sabotage.

## Como ação industrial

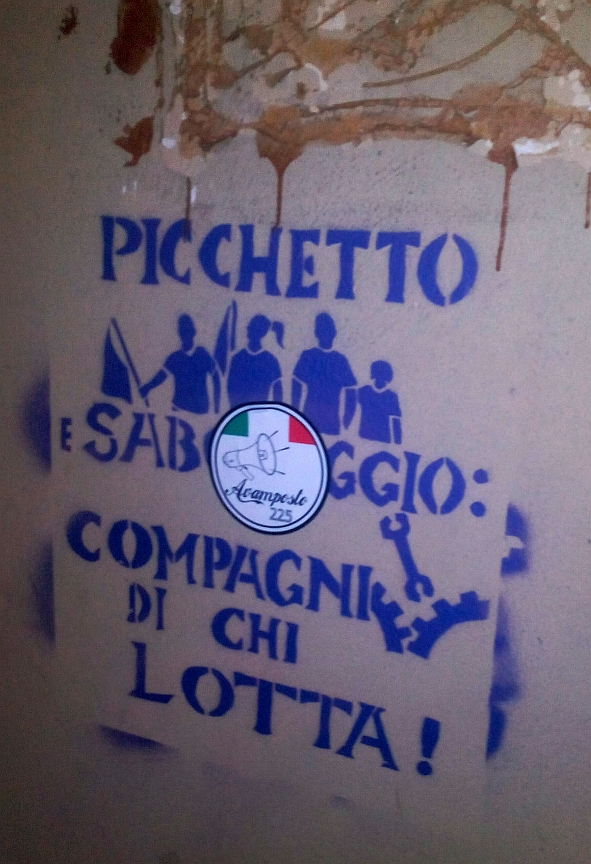
Cartaz pedindo sabotagem e piquete

No início da Revolução Industrial, trabalhadores qualificados como os luditas (1811-1812) usaram a sabotagem como meio de negociação em disputas trabalhistas.
Sindicatos como os Industrial Workers of the World defendem o uso de sabotagem como um meio de autodefesa e ação direta contra condições de trabalho injustas.
O IWW foi moldado em parte pela filosofia unionism industrial de Bill Haywood, e em 1910 Haywood foi exposto a sabotagem enquanto viajava pela Europa:
| “ | A experiência que teve o impacto mais duradouro em Haywood foi assistir a uma greve geral nas ferrovias francesas. Cansados de esperar que o parlamento agisse de acordo com suas demandas, os trabalhadores da estrada de ferro abandonaram seus empregos em todo o país. O governo francês respondeu enviando os grevistas para o exército e depois mandando-os de volta ao trabalho. Destemidos, os trabalhadores levaram a greve para o trabalho. De repente, eles não pareciam fazer nada certo. Perecíveis sentaram-se por semanas, distraídos e esquecidos. O frete para Paris foi desviado para Lyon ou Marselha. Essa tática - os franceses a chamaram de "sabotagem" - venceu as exigências de seus grevistas e impressionou Bill Haywood. | ” |

Para o IWW, a sabotagem passou a significar qualquer retirada de eficiência, incluindo a desaceleração, a greve, trabalho padrão, ou quebra criativa de atribuições de trabalho.
Um dos exemplos mais severos foi no canteiro de obras da usina geradora de Robert-Bourassa em 1974, em Québec, Canadá, quando trabalhadores usaram tratores para derrubar geradores elétricos, danificar tanques de combustível e conjuntos de edifícios foram incendiados. O projeto foi adiado por um ano e o custo direto do dano estimado em US$ 2 milhões. As causas não eram claras, mas três possíveis fatores foram citados: rivalidade entre sindicatos, más condições de trabalho, e a arrogância percebida dos executivos americanos do empreiteiro, Bechtel Corporation.

## Valor de sabotagem em tempo de guerra
Uma sabotagem simples contra o inimigo "... cortar pneus, drenar tanques de combustível, iniciar incêndios, iniciar discussões, agir estupidamente, curtos-circuitos, abrasão de peças de máquinas, desperdício de materiais, mão de obra e tempo" pode ter efeito significativo. Para sublinhar a importância da simples sabotagem em larga escala, foi escrito: "A prática generalizada de sabotagem simples irá perseguir e desmoralizar os administradores e policiais inimigos". "A própria prática de sabotagem simples por nativos em território inimigo ou ocupado pode fazer com que esses indivíduos se identifiquem ativamente com o esforço de guerra, e encoraje-os a ajudar abertamente em períodos de invasão e ocupação aliada." 
Essa prática foi usada tanto na Primeira Guerra Mundial quanto na Segunda Guerra Mundial.

### Após a Segunda Guerra Mundial

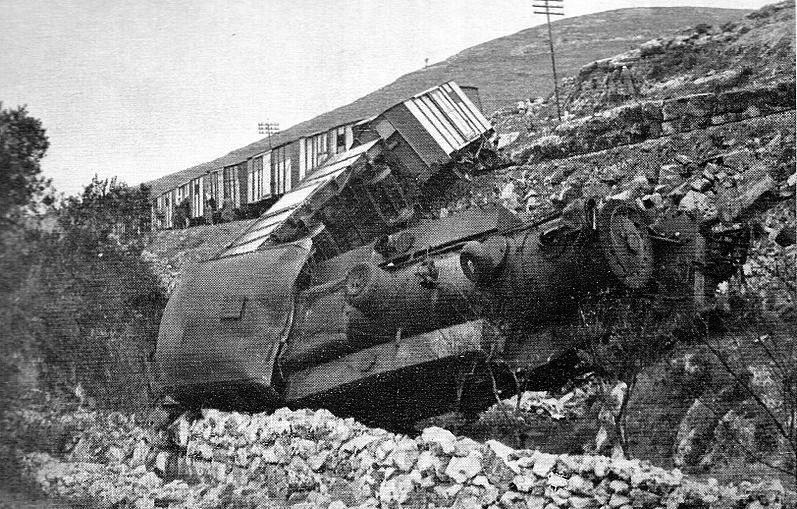
Locomotiva a vapor K classe 2-8-4T Palestine Railway e trem de carga na linha Jaffa a Jerusalém depois de ser sabotada por forças paramilitares judaicas em 1946.

De 1948 a 1960, os comunistas malaios cometeram numerosos atos efetivos de sabotagem contra o governo da Malásia, primeiro visando as pontes ferroviárias, depois atingindo alvos maiores, como campos militares. A maioria de seus esforços estava centrada na economia da Malásia e envolvia a sabotagem contra trens, seringueiras, canos de água e linhas elétricas. Os esforços de sabotagem dos comunistas foram tão bem-sucedidos que causaram um retrocesso entre a população malaia, que gradualmente retirou o apoio ao movimento comunista à medida que seu meio de subsistência se tornava ameaçado.
Na Palestina de 1945 a 1948, os grupos judeus se opuseram ao controle britânico. Embora esse controle fosse terminar de acordo com o Plano de Partição das Nações Unidas para a Palestina em 1948, os grupos usaram a sabotagem como uma tática de oposição. A Haganah concentrou seus esforços em campos usados pelos britânicos para abrigar refugiados e instalações de radar que poderiam ser usadas para detectar navios ilegais de imigrantes. A Stern Gang e a Irgun usaram terrorismo e sabotagem contra o governo britânico e contra as linhas de comunicação. Em novembro de 1946, o Irgun e a Gangue Stern atacaram uma ferrovia vinte e uma vezes em um período de três semanas, causando a greve dos ferroviários árabes. A 6ª Divisão Aerotransportada foi convocada para fornecer segurança como meio de acabar com a greve.